# Кашине ди Бути
Кашине ди Бути је насеље у Италији у округу Пиза, региону Тоскана.
Према процени из 2011. у насељу је живело 3304 становника. Насеље се налази на надморској висини од 36 м.